# El Diablo de los Mares (historieta)
El Diablo de los Mares fue un cuaderno de aventuras creado por el guionista Joaquim Berenguer i Artes y el dibujante Emilio Giralt Ferrando para Ediciones Toray entre 1947 y 1948, con 68 números publicados.

## Trayectoria editorial
El año siguiente, la propia Toray la recopiló en una colección de 19 álbumes y lanzó una secuela titulada El Hijo del Diablo de los Mares y escrita por el mismo guionista, pero dibujada por Boixcar.
Entre noviembre de 1966 y agosto de 1968 se publicó en los números 24 a 31 de la revista francesa Pirates de Editions Aventures et voyages.

## Argumento
1. Fugados del infierno
Durante el siglo XVIII, los presos de un galeón inglés en ruta hacia el Caribe consiguen fugarse y hacerse con el control de toda la flota. Su líder recibe el nombre de El Diablo de los Mares, y tras deshacerse de un disidente, el oriental Limón se ofrece como su ayudante. Su nuevo objetivo es libertar a los presos de la isla de Sonda.